# Barak (biblisk person)

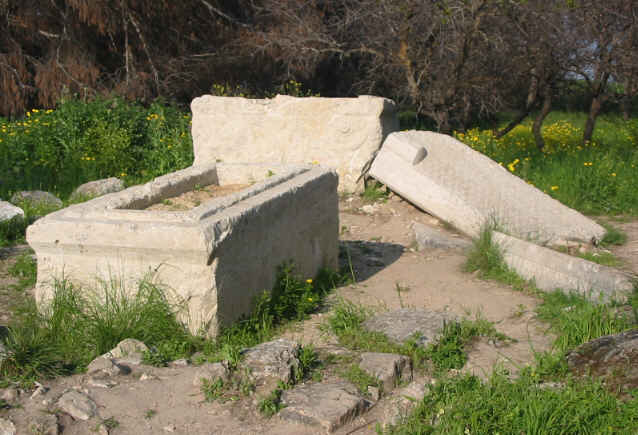
Grav i Tel Kadesh, som traditionen menar är antingen Baraks eller Deboras.

Barak (hebreiska: בָּרָק, blixt) är i Gamla Testamentet en israelisk militär som bistår domaren Debora i striden mot Kanaan.
Barak nämns i Domarboken, kapitel 4-5. Han var son av Avinoam, och var bördig från naftali stam i Kedesh. Sedan israelerna avfallit från Herren överlät Han dem till kung Javin av Hasor i Kanaan. De led som dennes undersåte i tjugo år, tills profeten Debora blivit domare. Barak fick då i uppdrag av Debora att rädda israelerna i den svåra kampen mot Kanaan, som leddes av härföraren Sisera. Till sin hjälp hade han en här om 10 000 man, mot Siseras 900 stridsvagnar av järn.
Barak och kanaaniterna möttes i slaget i Kison, där samtliga motståndare dödas, eftersom Herren slog dem med förvirring, berättar Domarboken. Sisera dödas innan Barak hinner fatt honom, och israelerna förgjorde kung Javin.
Domarbokens femte kapitel kallas ”Deborasången”, och den uppges ha sjungits av henne och Barak. Där berättas att israelerna levde i fred i fyrtio år efter slaget mot kanaaniterna.
Debora benämns ensam "domare" i Bibeln, men ibland kallas Barak också detta.